# Elias Nardi
Elias Nardi (* 1979 in Pescia) ist ein italienischer Musiker des World Jazz (Oud, Komposition).

## Leben und Wirken
Nardi erhielt zunächst Unterricht auf dem klassischen Kontrabass. Danach studierte er Komposition an der Hochschule der Künste Bern bei Daniel Glaus. Er begann zudem als Autodidakt, sich mit der Oud zu beschäftigen, vertiefte seine Technik und sein Wissen über arabische Musiktheorie auf zahlreichen Reisen in den Nahen Osten und erhielt Unterricht beim palästinensischen Oud-Virtuosen Adel Salameh.
Im November 2010 veröffentlichte Elias mit seinem Quartett, zu dem der Nyckelharpa-Spieler Didier François gehörte, sein Debütalbum Orange Tree. Seine zweite Veröffentlichung The Tarot Album wurde von der Zeitung il Manifesto zu einem der besten Alben des Jahres 2012 erklärt. Sein drittes Album Flowers of Fragility (2015) mit Daniele di Bonaventura, Didier François, Nazanin Piri und Carlo La Manna ist ein Gedenkalbum an die Soldaten, die ihr Leben im Ersten Weltkrieg verloren. Gemeinsam mit Claudio Farinone legte er 2017 in Quartettbesetzung das Album Aktè vor. Im Trio mit Daniele di Bonaventura und Ares Tavolazzi entstand das Album Ghimel (2020). Er trat bei zahlreichen Festivals und bei Live-Hörfunk-Übertragungen für Sender wie Radio Rai Tre, Radio Svizzera Italiana und RTBF auf. Auch arbeitete er mit Musikern wie Paolo Vinaccia, Gianluca Petrella, Riccardo Tesi, Pino Jodice/Giuliana Soscia und Max Manfredi. Weiterhin war er als Theatermusiker tätig.